# Feuer und Flamme (album)
Feuer und Flamme – trzeci album zespołu Nena wydany w 1985 roku. Album okazał się sukcesem, uzyskując drugie miejsce na niemieckiej liście przebojów. Wydano pięć singli z tego albumu: Irgendwie, irgendwo, irgendwann, Haus der drei Sonnen, Feuer und Flamme, Jung wie du i Du kennst die Liebe nicht.

## Lista utworów
1. Utopia – 3:38
2. Haus der drei Sonnen – 4:44
3. Jung wie du – 4:15
4. Es wird schon weitergeh’n – 3:36
5. Feuer und Flamme – 3:29
6. Gestern Nacht – 5:15
7. Das alte Lied – 4:25
8. Du kennst die Liebe nicht – 4:12
9. Ein Brief – 4:49
10. Irgendwie, irgendwo, irgendwann – 7:16